# Medalie

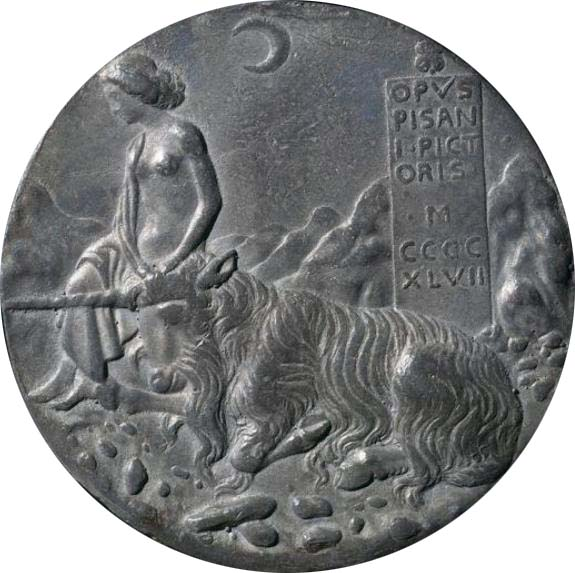
Medalia Ceciliei Gonzaga: Inocența și Unicornul, în peisaj nocturn realizată de Pisanello, în anul 1447; OPVS PISAN I•PICT ORIS •M CCCC XLVII

Medalia este o piesă de metal în formă de monedă, gravată cu figuri și inscripții, dată ca premiu la diferite concursuri sau ca distincție pentru merite deosebite în diferite domenii de activitate. Uneori, medaliile se emit cu ocazia unor aniversări ale unor personalități, instituții sau întreprinderi. 
Cel mai frecvent se acordă medalii sportivilor de performanță, dar medalia poate fi purtată și ca ornament sau bijuterie sub formă de medalion.
După locul obținut într-o competiție, medalia acordată poate fi de aur (locul 1), argint  (locul 2) și bronz acordat celui situat pe locul al treilea.

## Etimologie
Cuvântul românesc „medalie” provine din cuvântul italian „medaglia”, care, la rândul său, provine din cuvântul latinesc „medalia”, cu sensul de „monedă de valoare mică, de o jumătate de denar”. În Evul Mediu, cuvântul medalia desemna o monedă de jumătate de denar.
Asemănarea medaliilor cu monedele se oprește la aspectul general, acestea fiind tot un disc cu reprezentări și text în relief, și la modul de realizare, pentru că medaliile nu au putere de circulație.

## Istorie

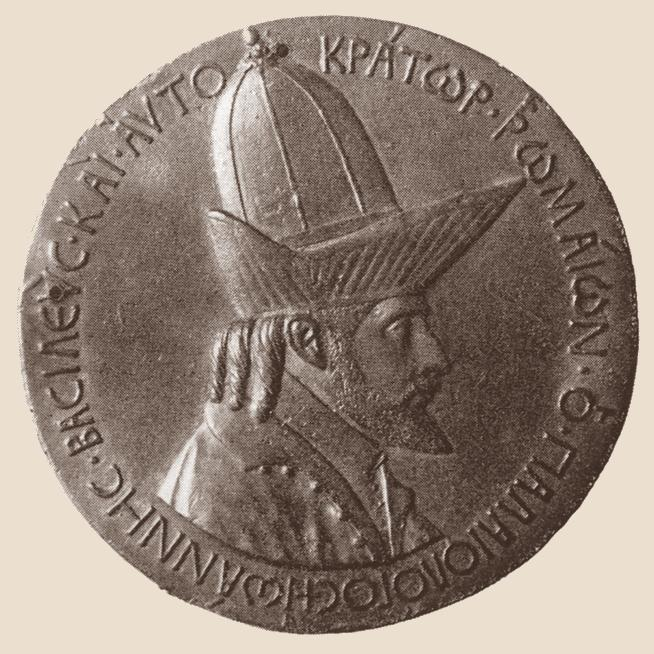
Medalia Ioan al VIII-lea Paleologul, creată de Pisanello, în 1438 (avers)

Medaliile au avut o largă răspândire în Antichitate. În timpul Renașterii,  moda lor a revenit, mulțumită lucrărilor lui Pisanello, care a creat o medalie celebră, dedicată împăratului bizantin Ioan al VIII-lea Paleologul, în 1438, a cărei largă răspândire a condus la o emulație în rândul multor italieni.

## Tipuri de medalii
Medaliile recompensează un act sau o situație excepțională, o lungă perioadă de serviciu, participarea la o campanie sau la tot felul de servicii aduse unui stat, unui suveran, unei instituții ori unui organism.
O medalie poate servi și drept document de identitate. Este cazul medaliilor poliției, sau, încă, la Paris, până în 1871, medaliile membrilor Gărzii Naționale Franceze, sau, din 1892 până în 1966, bronzurile organizatorilor  Balului Quat’z’Arts.
Medalia este cel mai adesea o decorație oficială obținută ca titlu personal (act de salvare sau de bravură) sau colectiv (ansamblul participanților la o expediție militară).
Dacă sunt oficiale (remise în numele statului sau dacă sunt recunoscute de stat) medaliile pot fi purtate la butonieră de către beneficiar, pe veston sau uniformă, sub forma redusă, a unei panglici.
O medalie poate fi și un obiect de birou, oferit ca mărturie a unei recompense, a unei manifestări sau a unui cadou făcut de un organism, o societate etc.
Medaliile comemorative, religioase, cât și medaliile turistice sunt vândute ca bijuterii sau amintiri în siturile turistice, religioase sau în magazine specializate. Acestea sunt medalii private și, prin aceasta, nu sunt oficiale.
Nimeni nu poate să poarte un ordin sau o medalie oficială fără să fi primit brevetul / diploma și autorizarea guvernului său, în cazul ordinelor și medaliilor străine. Primitorul unei medalii străine trebuie să aibă aprobarea ministerului ad hoc, din țara sa, pentru a o putea purta legal. Portul ilicit al unui ordin sau al unei medalii este, pretutindeni, pedepsit de lege.
Medalii (de aur, de argint sau de bronz) sunt remise învingătorilor competițiilor sportive și celor clasați pe locurile imediat următoare (al doilea, al treilea ...). Deși sunt recunoscute ca fiind oficiale, ele nu sunt autorizate să fie purtate în public sub formă de panglică de butonieră sau pe piept pe îmbrăcămintea civilă sau militară.
Studiul ordinelor, al decorațiilor, al medaliilor (oficiale și neoficiale) militare sau civile, precum și colecționarea lor, este numit faleristică. Termeni apropiați sunt cei de exonumie și de medalistică.

## Medaliile în sport
Medaliile în sport se acordă la 
- Jocurile Olimpice
- Campionatele Mondiale
- Campionatele Europene
- Campionatele Naționale

## Medaliile militare

### Medalie Interaliată 1914-1918 a victoriei
| - Belgia - Brazilia - Cuba - Statele Unite - Franța - Marea Britanie - Grecia | - Italia - Japonia - Polonia - Portugalia - România - Siam (Thailanda) - Cehoslovacia |

### Medalii americane
| - Medal of Honor - Air Force Cross - Distinguished service Cross - Navy Cross - Defense distinguished service Medal - Distinguished Service Medal - Distinguished Unit Citation - Silver Star - Defense superior service Medal - Legion of Merit - Distinguished Flying Cross - Navy/Marine Corps Medal - Bronze Star Medal - Purple Heart - Defense Meritorious Service Medal - Meritorious Service Medal - Air Medal | - Joint Service Commendation Medal - Navy/Marine Corps Commendation Medal - Army Commendation Medal - Joint Service Achievement Medal - Navy/Marine Corps Achievement Medal - Combat Action Ribbon - Joint Meritorious Unit Award - Presidential Unit Citation - Navy Unit Commendation - Meritorious Unit Commendation - Battle E Ribbon - Prisoner of War Medal - Good Conduct Medal - Naval Reserve Meritorius Service Medal - Fleet Marine Force Ribbon - Navy Expeditionary Medal |

## Galerie de imagini

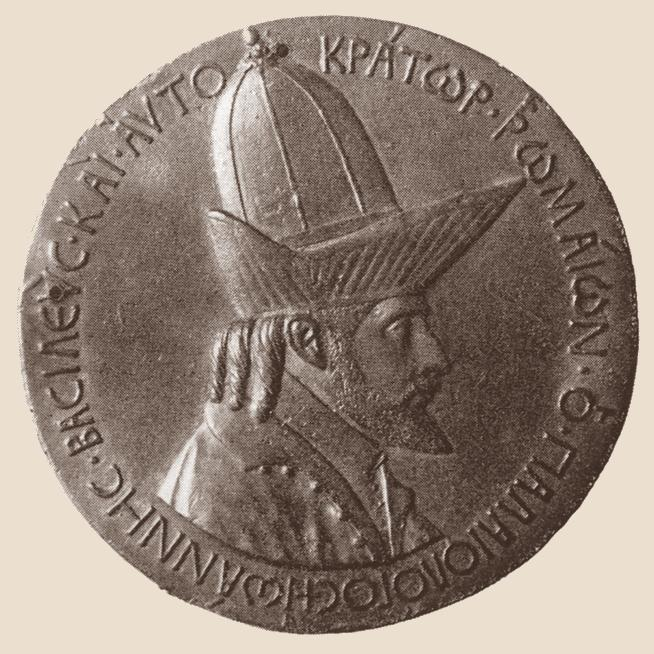
Medalia Ioan al VIII-lea Paleologul, creată de Pisanello, în 1438 (avers)
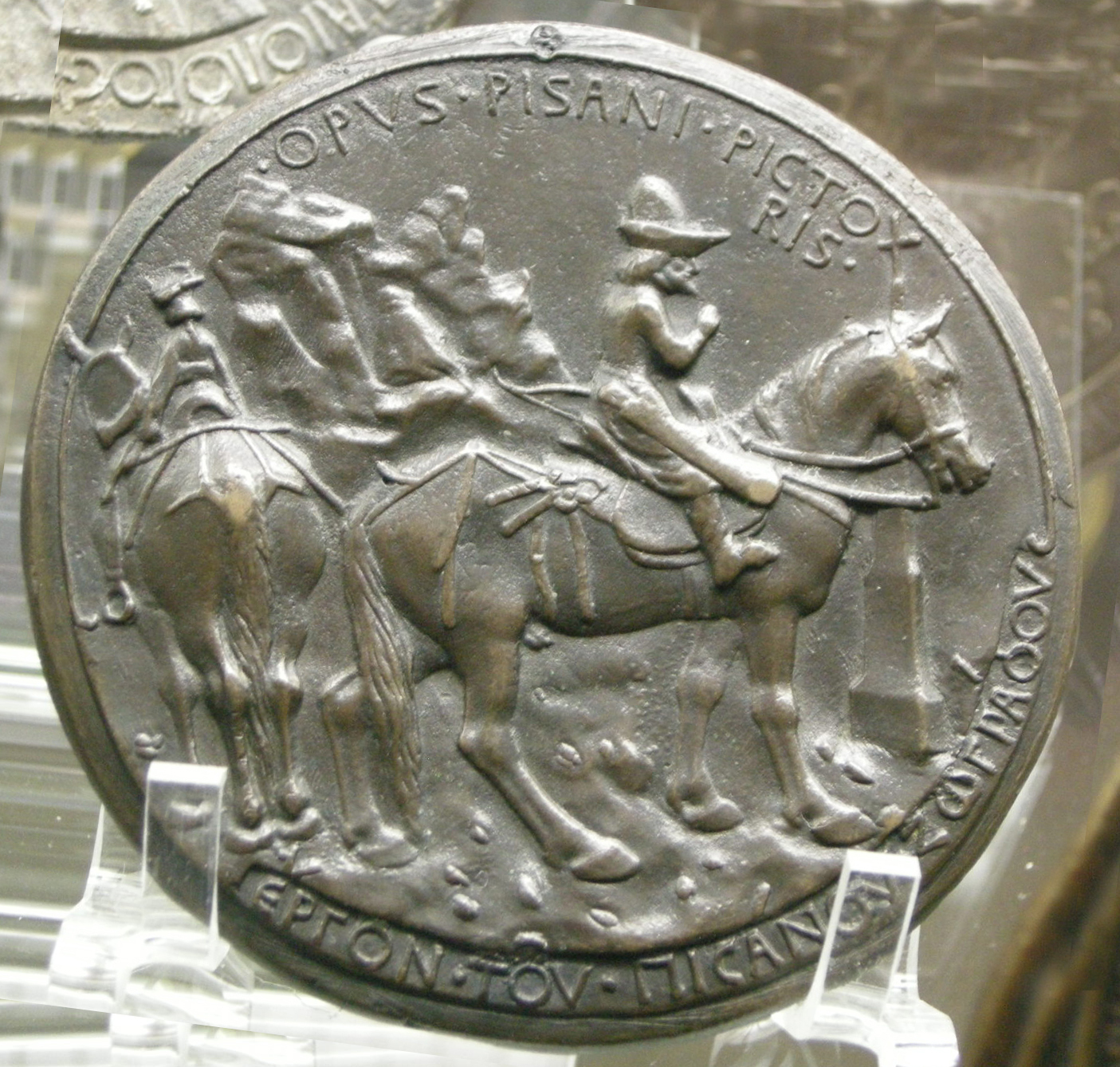
Medalia Ioan al VIII-lea Paleologul (revers)
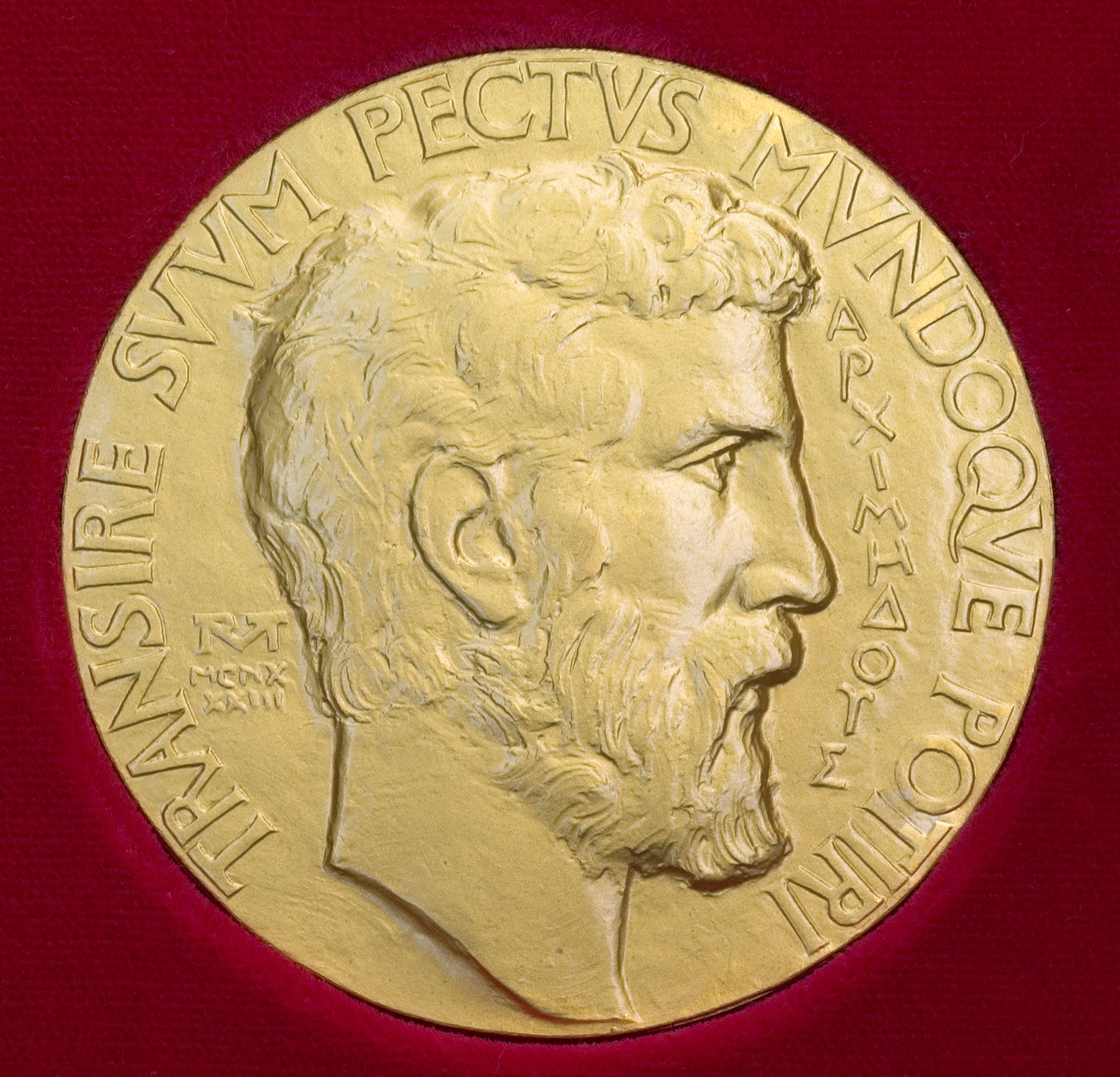
Medalia Fields (avers), turnată în aur de 14k, gravată de sculptorul canadian Robert Tait McKenzie, pentru Uniunea Matematică Internațională; pe aversul medaliei este gravat portretul lui Arhimede, vertical, în dreapta, numele lui Arhimede scris cu litere grecești, iar circular textul următor, în limba latină, atribuit lui Arhimede: TRANSIRE SVVM PECTVS MVNDOQVE POTIRI
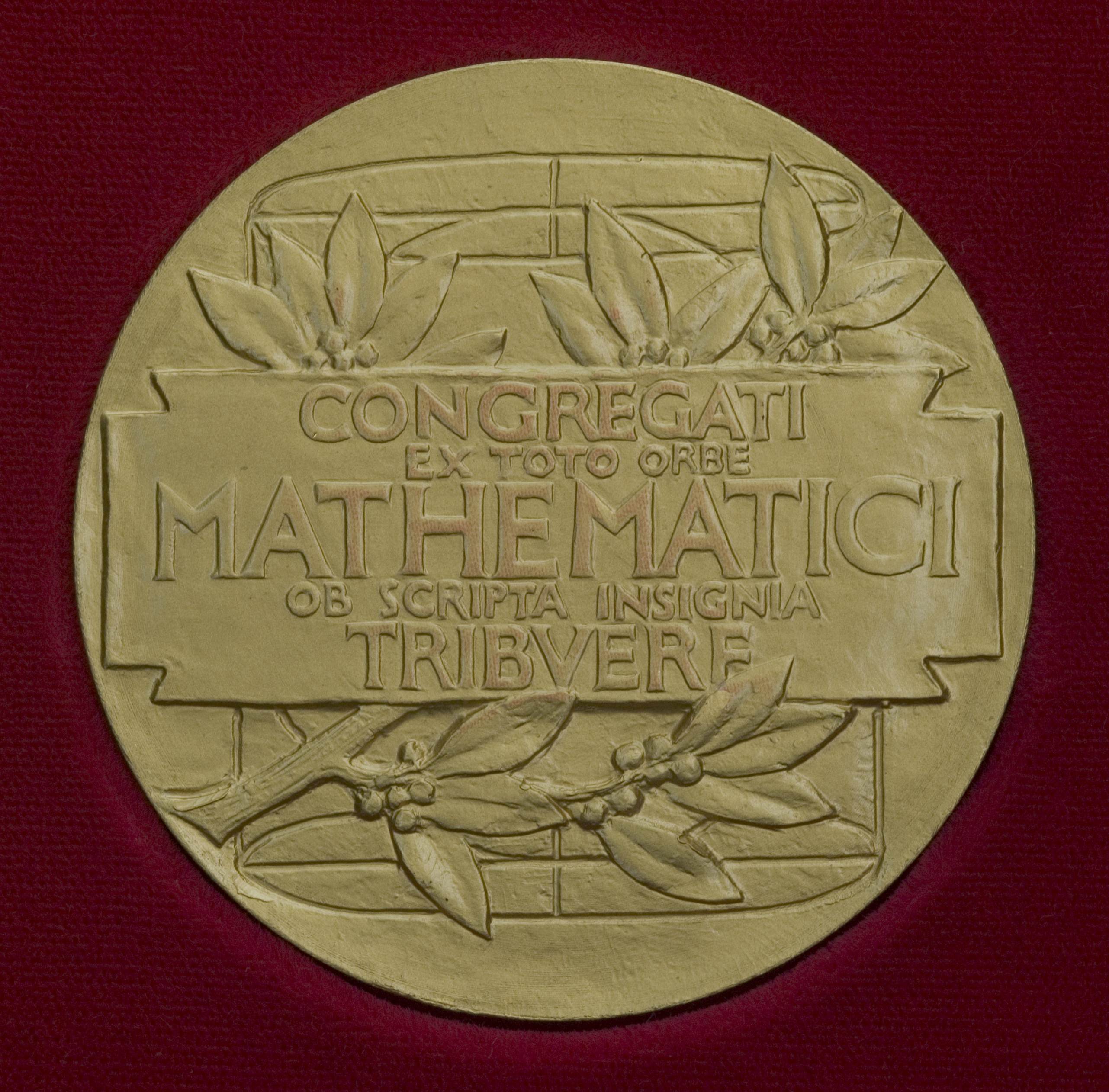
Medalia Fields (revers): pe fundal, mormântul lui Arhimede, cu gravura teoremei sale preferate: „sfera și cilindrul” circumscrise la diametru și înălțime identice (raportul dintre suprafața și volumul ambelor este egal cu 2/3), precum și inscripția în limba latină: „CONGREGATI EX TOTO ORBE MATHEMATICI OB SCRIPTA INSIGNIA TRIBVERE”[8]; O creangă a copacului de lângă mormântul lui Arhimede poartă incrustat numele laureatului.
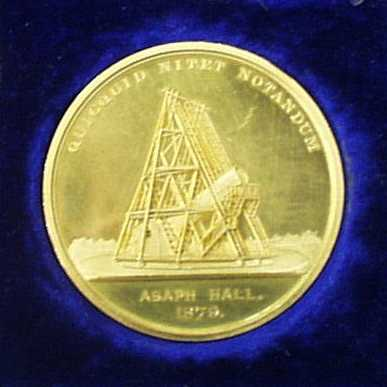
Medalia Societății Astronomice Regale Britanice[9], remisă lui Asaph Hall, în 1879
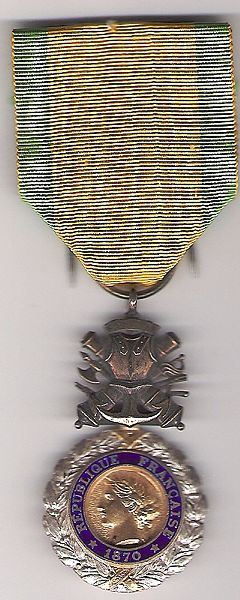
Medalie militară franceză
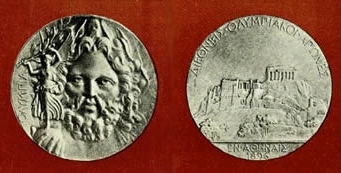
Medalie de argint atribuită învingătorilor fiecărei probe din timpul Primelor Jocuri Olimpice de Vară din 1896 (avers și revers). Medaliile olimpice actuale sunt suspendate ca și un pandantiv de o panglică și sunt emise din aur, argint și bronz.
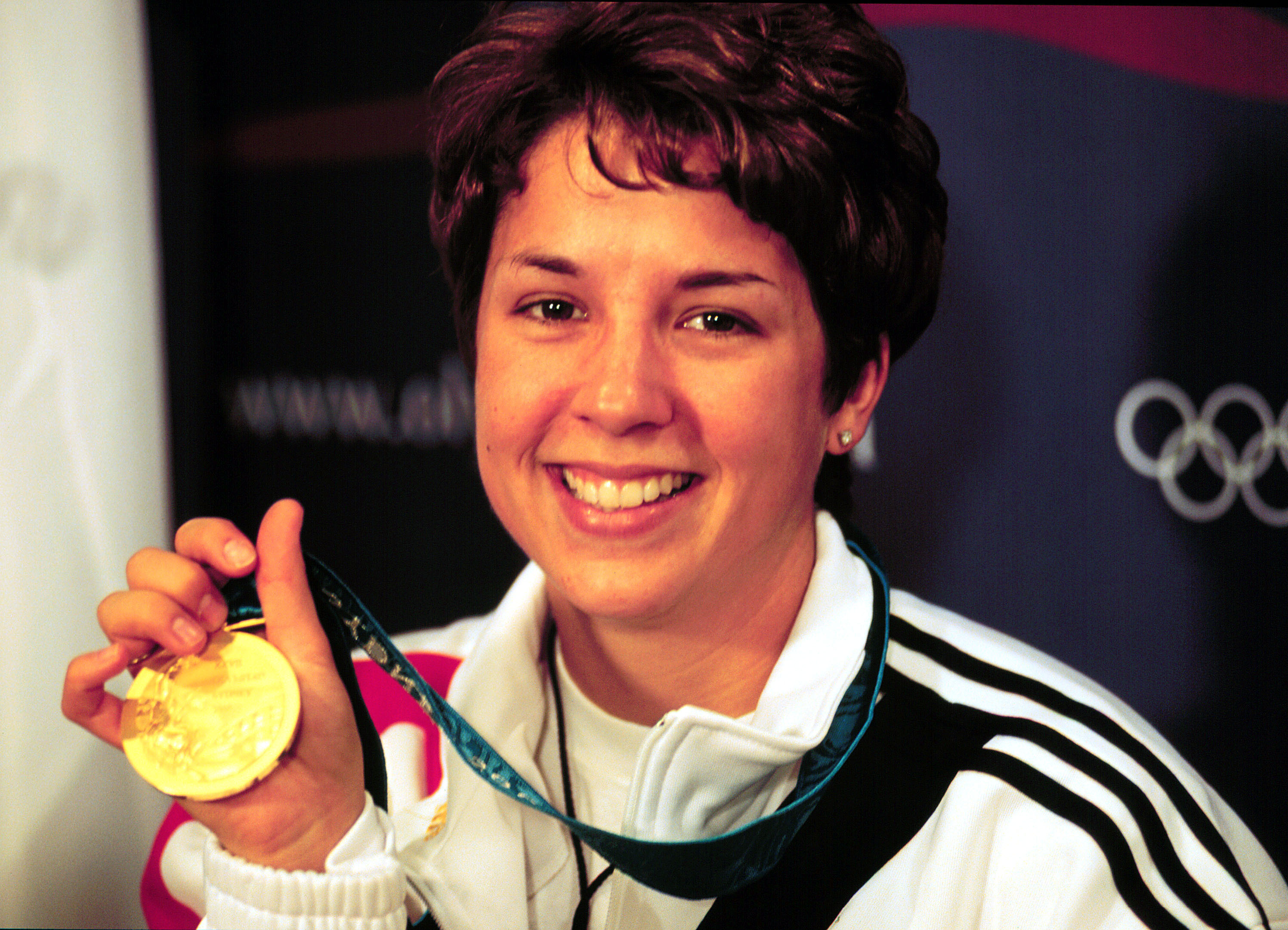
Nancy Johnson, SUA, medaliată cu aur la tir, la Jocurile Olimpice de Vară din 2000, în Sydney, Australia